# النادي الأهلي المصري في كأس العالم للأندية
شارك النَّادي الأهلي المِصري في كأس العالم للأندية 10 مرَّات كثاني أكثرِ الأنديةِ مُشاركةً في البُطولةِ خلف أوكلاند سيتي النِّيوزيلندي الذي شارك بالبُطولةِ 12 مرَّة. كان أولى مُشاركاتِ الأهلي في البُطولة هي نُسخة عام 2005، وأنهى مُشاركتَه في هذه البُطولة بالمركزِ السَّادس، وكانت ثاني مُشاركاتِه في النُّسخة التَّالية عام 2006، وأنهى مُشاركتَه في هذه البُطولةِ بالمركزِ الثَّالث حاصدًا بذَلك الميدالية البرونزيَّة، وبعدها شارك في نُسخةِ عام 2008، وأنهى مُشاركتَه بالمركزِ السَّادس، وشارك في نُسخةِ عام 2012 والتي حصد فيها المركزَ الرَّابع، وشارك في النُّسخة التَّالية عام 2013 والتي أنهاها الأهلي بالمركزِ السَّادس، وشارك في نُسخة عام 2020 التي أُجِّلت لعام 2021 بسببِ جائحة فيروس كورونا، وأنهى الأهلي البُطولةَ في المركزِ الثَّالث، وشارك في نُسخةِ عام 2021 والتي أنهاها بالمركزِ الثَّالث، أمَّا في نُسخةِ 2022 والتي أنهاها الأهلي بالمركزِ الرَّابع، أمَّا المشاركة الأخيرة كانت في نسخةِ 2023 فحصد الميدالية البرونزية لرابع مرَّةٍ في تاريخِه
إجمالًا، لَعب الأهلي 28 مُباراة؛ ليكون بذَلك أكثر الأنديةِ لَعبًا للمُبارياتِ في كأس العالم للأندية، فاز في عشر (10) مُبارياتٍ وتعادَل في (3) مُباريات وخسر (15) مباراة؛ ليكون بذَلك أكثر الأنديةِ خسارةً للمُبارياتِ في البُطولة، وسَجَّلَ الأهلي 35 هدف، بينما استقبل 45 هدفًا؛ ليكون أكثرَ الأنديةِ استقبالًا للأهدافِ في البُطولة. وكان أفضل إنجازٍ للأهلي هو الميدالية البرونزيَّة، وحقَّقها أربع مرَّاتٍ في نُسخِ عام 2006 و2020 و2021 و2023.

## التاريخ

### 2005

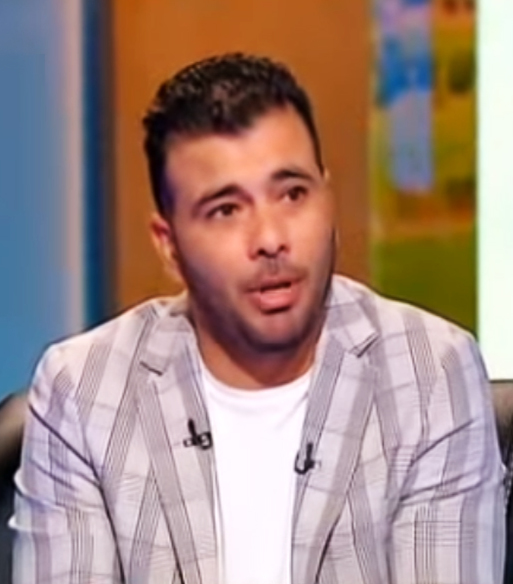
عماد متعب سَجَّلَ هدف الأهلي الوَحيد في نُسخة 2005.

كان نُسخة عام 2005 المُقامة في اليابان هي أولى مُشاركاتِ النَّادي الأهلي في بُطولةِ كأس العالم للأندية التي كانت تُسمَّى في ذلكَ الوَقتِ بِاسم بُطولةِ العالم للأندية، ولم تكن بدايةُ الأهلي مُوفَّقة، حيث خَسِرَ أولى مُبارياتِه أمام اتحاد جدَّة السَّعودي بنَتيجة 0–1، سَجَّلَ محمد نور هدف المُباراةِ الوَحيد، وأُقيمت المُباراةُ بتاريخِ 11 ديسمبر 2005 على المَلعبِ الأولمبي الوطني بطوكيو؛ ليذهب الأهلي للَعب مُباراة تحديدِ المركزِ الخامسِ أمام سيدني إف سي الأسترالي، وخَسِرَ الأهلي هذه المُباراة أيضًا بنَتيجة 1–2، سَجَّلَ عماد متعب هدف الأهلي الوَحيد، وسَجَّلَ دوايت يورك وديفيد كارني هدفي سيدني إف سي، وأُقيمت المُباراةُ بتاريخِ 16 ديسمبر 2005 على المَلعبِ الأولمبي الوطني بطوكيو؛ ليُنهي الأهلي البُطولة بالمركزِ السَّادسِ والأخير.

### 2006

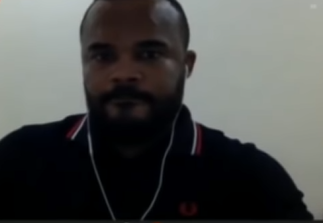
فلافيو أمادو سَجَّلَ هدفين في نُسخة 2006.

أُقيمت كأس العالم للأندية في اليابان، ولَعب الأهلي أولى مُبارياتِه أمام أوكلاند سيتي النِّيوزلندي، وفاز الأهلي بنَتيجة 2–0، سَجَّلَ فلافيو أمادو ومحمد أبو تريكة هدفي الأهلي، أُقيمت المُباراةُ بتاريخِ 10 ديسمبر 2006 على مَلعبِ تويوتا؛ ليتأهَّل الأهلي لمواجهةِ إنترناسيونال البرازيلي، وخَسِرَ الأهلي المُباراةَ بنَتيجة 1–2، سَجَّلَ فلافيو أمادو هدف الأهلي الوَحيد، وسَجَّلَ ألكساندر باتو ولويز أدريانو هدفي إنترناسيونال البرازيلي، أُقيمت المُباراةُ بتاريخِ 13 ديسمبر 2006 على المَلعبِ الأولمبي الوطني بطوكيو؛ ليذهب الأهلي للَعب مُباراة تحديدِ المركزِ الثَّالث، وواجه الأهلي في هذه المُباراةِ أمريكا المكسيكي، وفاز الأهلي بنَتيجة 2–1، سَجَّلَ محمد أبو تريكة هدفي الأهلي، فيما سَجَّلَ سالفادور كاباناس هدف أمريكا المكسيكي الوَحيد، أُقيمت المُباراةُ بتاريخِ 17 ديسمبر 2006 على مَلعبِ يوكوهاما الدَّولي؛ ليتوَّج الأهلي بالمركزِ الثَّالث والميدالية البرونزيَّة. وأنهى محمد أبو تريكة البُطولةَ وهو هدَّافها بتسجيلِه 3 أهداف، فيما كان هو ثاني هدَّافي البُطولة برَصيد هدفين.

### 2008
أُقيمت بُطولة كأس العالم للأندية 2008 في اليابان، ولَعب الأهلي أولى مُبارياِته أمام باتشوكا المكسيكي، وبالرَّغم من تقدُّم الأهلي في الشوط الأوَّل بنَتيجة 2–0، إلا أنَّ الأهلي خَسِرَ المُباراةَ بنَتيجة 2–4، سَجَّل للأهلي فاوستو بينتو (هدف ذاتي) وفلافيو أمادو، بينما سَجَّل لباتشوكا لويس مونتيس وكريستيان خيمينيز هدفين وداميان أرييل ألفاريز، أُقيمت المُباراةُ بتاريخِ 13 ديسمبر 2008 على المَلعبِ الأولمبي الوطني بطوكيو؛ ليذهب الأهلي للَعب مُباراة فاصلة أمام أديلايد يونايتد الأسترالي، وخَسِرَ الأهلي المُباراةَ بهدفٍ سَجَّلَه كريستيانو رودريغوس، أُقيمت المُباراةُ بتاريخِ 18 ديسمبر 2008 على مَلعبِ يوكوهاما الدَّولي؛ ليحتل الأهلي بذَلك المركز السَّادس في البُطولة.

### 2012

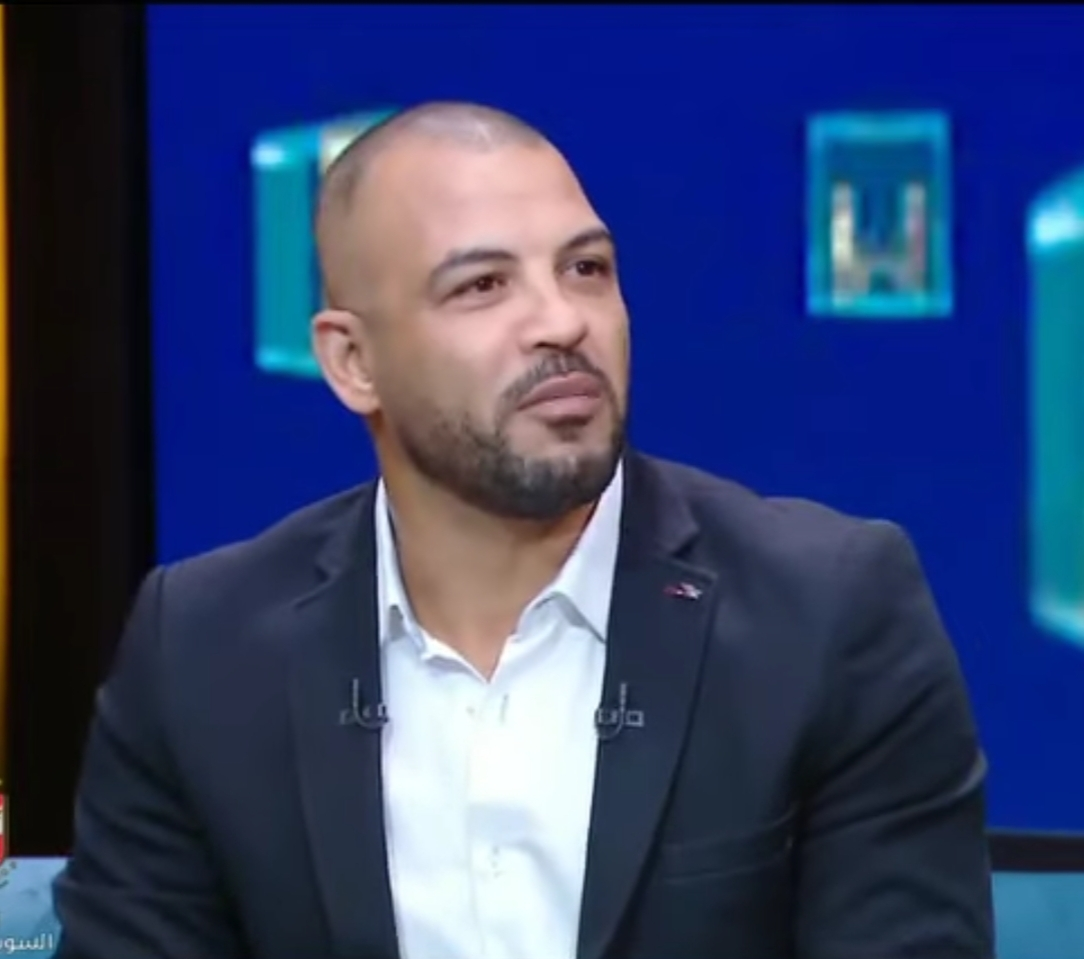
السَّيِّد حمدي سَجَّلَ في نُسخة 2012.

أُقيمت بُطولة كأس العالم للأندية 2012 في اليابان، ولَعب الأهلي أولى مُبارياتِه أمام سانفريس هيروشيما الياباني صاحبِ الأرض، وفاز الأهلي بنَتيجة 2–1، سَجَّلَ السيد حمدي ومحمد أبو تريكة هدفي الأهلي، بينما سَجَّلَ هيساتو ساتو هدف سانفريس هيروشيما الوَحيد، أٌقيمت المُباراةُ بتاريخِ 9 ديسمبر 2012 على مَلعبِ تويوتا؛ ليتأهَّل الأهلي إلى نِصف النِّهائي لمواجهةِ كورينثيانز البرازيلي، وخَسِرَ الأهلي بنَتيجة 0–1، وسَجَّلَ باولو غيريرو هدف كورينثيانز الوَحيد، أُقيمت المُباراةُ بتاريخِ 12 ديسمبر 2012 على مَلعبِ تويوتا؛ ليذهب الأهلي للَعب مُباراة تحديدِ المركزِ الثَّالث، وخَسِرَ الأهلي المُباراةَ أمام مونتيرِّي المكسيكي بنَتيجة 0–2، وسَجَّلَ خيسوس كورونا وسيزار ديلغادو هدفي مونتيرِّي، أُقيمت المُباراةُ بتاريخِ 16 ديسمبر 2012 على مَلعبِ يوكوهاما الدَّولي؛ لينهي الأهلي البُطولةَ بالمركزِ الرَّابع.

### 2013
أُقيمت بُطولة كأس العالم للأندية 2013 في المغرب، ولَعب الأهلي أولى مُبارياتِه أمام غوانغزهو إفرغراند الصِّيني، وخسر الأهلي المُباراةَ بنَتيجة 0–2، وسَجَّلَ إلكيسون وداريو كونكا هدفي غوانغزهو إفرغراند، أُقيمت المُباراةُ بتاريخِ 14 ديسمبر 2013 على مَلعبِ مراكش؛ ليذهب الأهلي للَعب مُباراة تحديدِ المركزِ الخامسِ أمام مونتيرِّي المكسيكي، خَسِرَ الأهلي المُباراةَ بنَتيجةٍ قاسية 1–5، وسَجَّل سيزار ديلغادو هدفين وليوباردو لوبيس ونيري كاردوسو هدفًا لكلٍّ منهما وسَجَّلَ هومبيرتو سوازو هدفًا من ضربةِ جزاء، بينما سَجَّلَ عماد متعب هدف الأهلي الوحيد، أُقيمت المُباراةُ بتاريخِ 18 ديسمبر 2013 على مَلعبِ مراكش؛ ليحتل الأهلي بذَلك المركز السَّادس في البُطولة.

### 2020

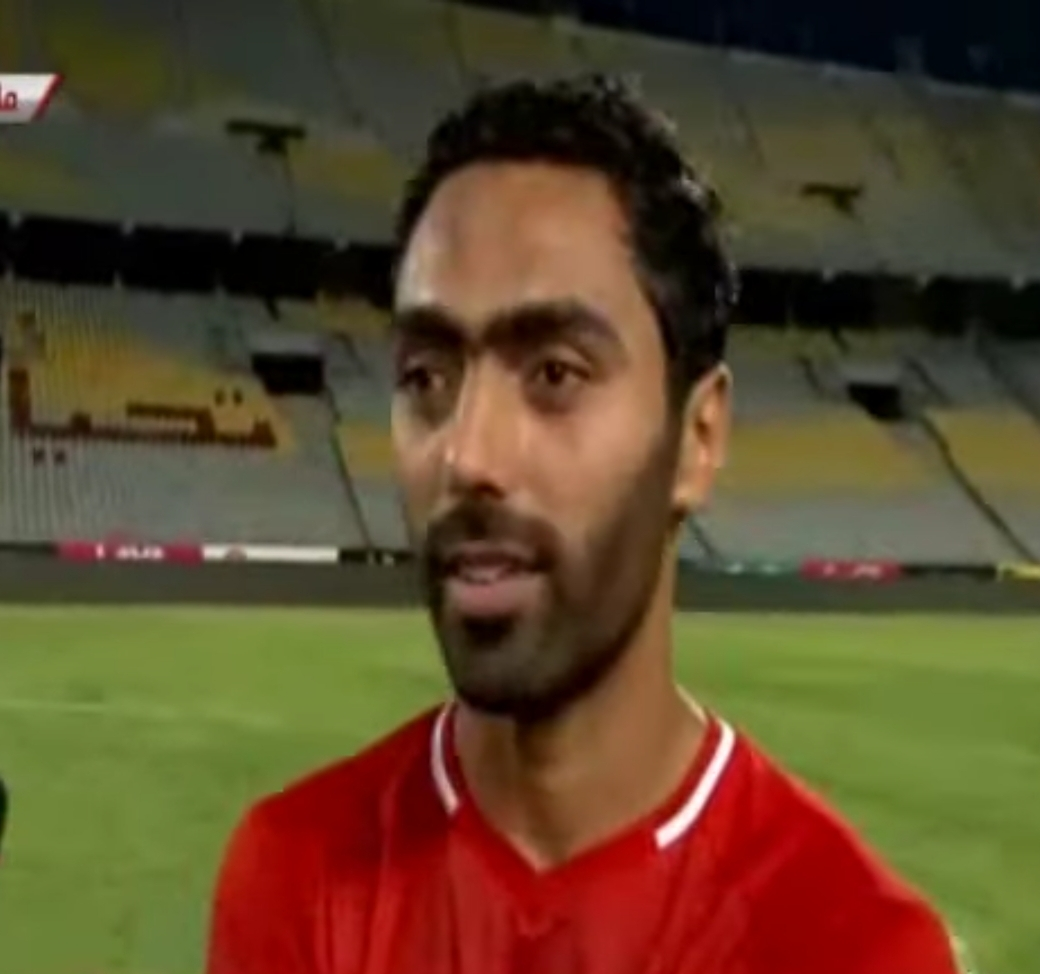
حسين الشَّحَّات سَجَّلَ في نُسخة 2020.

أُقيمت بُطولة كأس العالم للأندية 2020 في قطر، ولكن لُعبت البُطولة في عام 2021 بدلًا من 2020 بسبب جائحة فيروس كورونا. ولَعب الأهلي أولى مُبارياتِه أمام الدُّحَيل القطري، وفاز الأهلي بهدفٍ أحرزه حسين الشَّحَّات، أُقيمت المُباراةُ بتاريخِ 4 فبراير 2021 على استادِ المدينةِ التعليميَّة؛ ليتأهَّل الأهلي لنِصف النِّهائي لمواجهةِ بايرن ميونخ الألماني، وخَسِرَ الأهلي المُباراةَ بنَتيجة 0–2، سَجَّلَ روبرت ليفاندوفسكي هدفي البايرن، أُقيمت المُباراةُ بتاريخِ 8 فبراير 2021 على مَلعبِ أحمد بن علي؛ ليذهب الأهلي للَعب مُباراة تحديدِ المركزِ الثَّالثِ أمام بالميراس البرازيلي، وتعادَل الأهلي في المُباراة؛ ليذهب الفريقان إلى ركلاتِ التَّرجيح التي حَسَمَها الأهلي بنَتيجة 3–2، سَجَّلَ للأهلي بدر بانون ومحمد هاني وجونيور أجاي وأضاع عمرو السُّوليَّة ومروان محسن، وسَجَّلَ لبالميراس غوستافو سكاربا وغوستافو غوميز وأضاع روني ولويز أدريانو وفيليبي ميلو، أُقيمت المُباراةُ بتاريخِ 11 فبراير 2021 على استادِ المدينةِ التعليميَّة؛ ليتوَّج الأهلي بالمركزِ الثَّالث والميدالية البرونزيَّة للمرَّة الثَّانية في تاريخِه.

### 2021

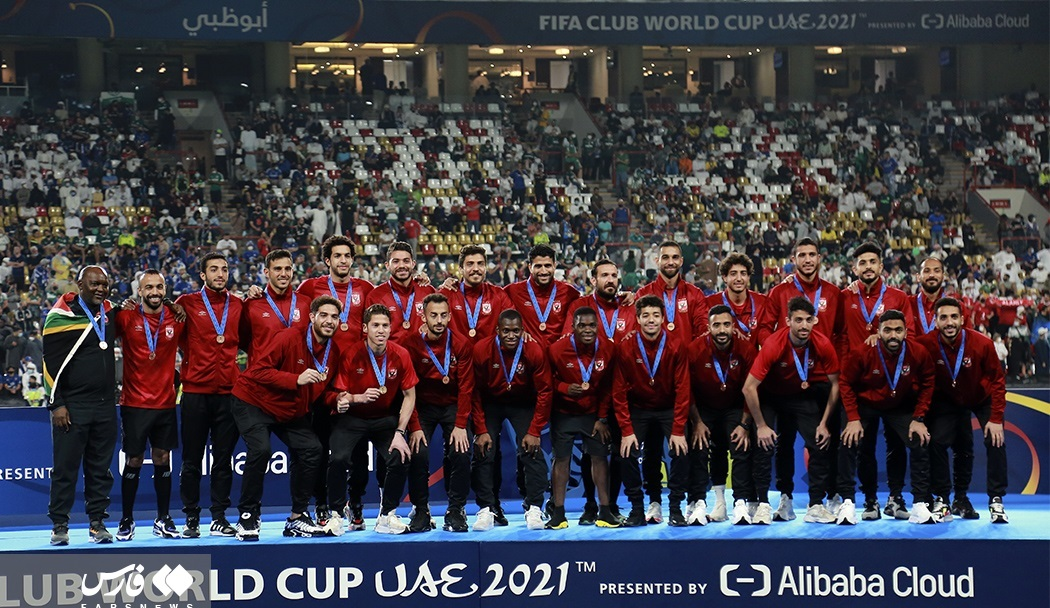
تتويج الأهلي بالمركزِ الثَّالثِ والميدالية البرونزيَّة.

أُقيمت بُطولة كأس العالم للأندية 2021 في الإمارات، وكان من المُقرَّر أنْ تُلعب البُطولة في اليابان ولكن اليابان انسحبت من تنظيمِ البُطولة، لَعب الأهلي أولى مُبارياتِه أمام مونتيرِّي المكسيكي، وبالرَّغم من غيابِ معظمِ العناصرِ الأساسيَّة للفريق بسبب كأسِ الأممِ الأفريقيَّة 2021، إلا أنَّ الأهلي فاز بهدفٍ أحرزه محمد هاني، أُقيمت المُباراةُ بتاريخِ 5 فبراير 2022 على استادِ آل نهيان؛ ليتأهَّل الأهلي لنِصف النِّهائي لمواجهةِ بالميراس البرازيلي، وخَسِرَ الأهلي المُباراةَ بنتيجةِ 0–2، سَجَّلَ رافائيل فيغا ودودو، أُقيمت المُباراةُ بتاريخِ 8 فبراير 2022 على استادِ آل نهيان؛ ليذهب الأهلي للَعب مُباراة تحديدِ المركزِ الثَّالثِ أمام الهلال السَّعودي، وفي هذه المُباراة حَقَّقَ الأهلي أكبر انتصارٍ له في تاريخِ البُطولة، حيث فاز الأهلي برُباعيَّةٍ نظيفة، سَجَّلَ للأهلي ياسر إبراهيم هدفين وأحمد عبد القادر وعمرو السُّوليَّة بهدفٍ لكُلٍّ منهما، أُقيمت المُباراةُ بتاريخِ 12 فبراير 2022 على استادِ آل نهيان؛ ليتوَّج الأهلي بالمركزِ الثَّالثِ والميدالية البرونزيَّة. وأنهى ياسر إبراهيم البُطولةَ وهو هدَّافها بالتَّساوي مع عبد الله ديابي ورافائيل فيغا وروميلو لوكاكو، حيث سَجَّلَ كلٌّ منهم هدفين.

### 2022
أُقيمت بُطولة كأس العالم للأندية 2022 في المغرب، ولأوَّلِ مرَّةٍ يُشاركُ الأهلي في البُطولة وهو ليس بطلًا للقارة، ولكنَّه شارك كوصيف لدوري أبطال إفريقيا بعد هزيمته في نهائي دوري أبطال إفريقيا 2022 أمام الوداد المغربي (الذي شارك كبطلٍ لدوري أبطال أفريقيا ومستضيفًا للبُطولة)، ولَعِبَ الأهلي المُباراة الافتتاحيَّة ضد أوكلاند سيتي النِّيوزلندي، وانتصر الأهلي عليه بنتيجةِ 3–0، وسَجَّلَ للأهلي في هذه المُباراة حسين الشَّحَّات وبيرسي تاو ومحمد شريف، أُقيمت المُباراة بتاريخِ 1 فبراير 2023 على ملعب طنجة؛ ليتأهَّل الأهلي بهذا الفوز إلى مرحلةِ رُبع النِّهائي، وفيها واجه الأهلي فريق سياتل ساوندرز الأمريكي، واستطاع الأهلي التغلُّب عليه بهدفٍ أحرزه أفشة، أُقيمت المُباراة بتاريخِ 4 فبراير 2023 على ملعب طنجة؛ ليصعد الأهلي لمواجهةِ بطل أوروبا ريال مدريد الإسباني، وخَسِرَ الأهلي المُباراة بنتيجةِ 1–4، سَجَّلَ للأهلي التُّونسي علي معلول، فيما سَجَّلَ للريال كُلٌّ من فينيسيوس جونيور وفيديريكو فالفيردي ورودريغو غوس وسيرجيو أريباس، أُقيمت المُباراة بتاريخ 8 فبراير 2023 على ملعبِ الأميرِ مَولاي عبد الله؛ ليذهب الأهلي لمواجهةِ نادي فلامنغو البرازيلي في مُباراة تحديدِ المركزِ الثَّالثِ والرَّابع، ولكنَّ الأهلي خَسِرَ المُباراة بنتيجةِ 2–4، سَجَّلَ أحمد عبد القادر هدفَي الأهلي، بينما سَجَّلَ لفلامنغو غابرييل باربوسا هدفين وبيدرو، أُقيمت المُباراة بتاريخِ 11 فبراير 2023 على ملعب طنجة؛ ليُنهي الأهلي البُطولة في المركزِ الرَّابع.

### 2023
أٌقيمت بُطولة كأس العالم للأندية 2023 في المملكةِ العربيَّةِ السَّعوديَّةِ، ولَعب الأهلي أولى مُبارياتِه ضدَّ مُستضيفِ البُطولةِ الاتِّحادِ السَّعوديِّ في رُبعِ النِّهائيِّ، وفاز الأهلي بنتيجة 3–1 بأهدافِ علي معلول وحُسين الشَّحَّاتِ وإمام عاشور، وسَجَّلَ للاتِّحادِ الفرنسيِّ كريم بنزيما، أُقيمت المُباراةُ بتاريخِ 15 ديسمبر 2023 في مدينةِ الملكِ عبدِ اللهِ الرِّياضيَّةِ في جدَّة؛ ليتأهَّلَ الأهلي لمُواجهةِ نادي فلومينينسي البرازيليِّ في نصفِ النِّهائيِّ، ولكنَّه خسر بنتيجةِ 0–2 بأقدامِ جون آرياس وجون كينيدي، أُقيمت المُباراةُ بتاريخِ 18 ديسمبر 2023 في مدينةِ الملكِ عبدِ اللهِ الرِّياضيَّةِ في جدَّة؛ ليذهبَ الأهلي للَعب مُباراةِ تحديدِ المركزِ الثَّالثِ والرَّابعِ أمامَ أوراوا رد دايموندز الياباني، ويفوز الأهلي بالمُباراةِ بنتيجةِ 4–2 بأهدافِ ياسر إبراهيم وبيرسي تاو ويوشيو كويزومي بالخطأِ في مرماه وعلي معلول، وسَجَّلَ لأوراوا كُلٌّ من خوسيه كانتي وأليكسندر سكولز؛ ليحصدَ الأهلي الميداليةَ البُرونزيَّةَ للمرَّةِ الرَّابعةِ في تاريخِه. وأنهى علي معلول البُطولةَ وهو هدَّافُها برصيدِ هدفين بالتَّساوي مع جوليان ألفاريز وكريم بنزيما.

## إحصائيات
آخر تحديث 4 ديسمبر 2024.
- الأهلي هو أكثر الأندية لَعبًا للمُبارياتِ في تاريخِ البُطولة برَصيدِ 28 مُباراة.
- الأهلي هو أكثر الأندية فوزًا في المُبارياتِ في تاريخِ البُطولة برَصيدِ 10 مُباريات.
- الأهلي هو ثاني الأندية تسجيلًا للأهدافِ في تاريخِ البُطولة برَصيد 35.
- الأهلي هو أكثرُ الفرقِ استقبالًا للأهداف، حيثُ استقبل 45 هدفًا.
- الأهلي هو أكثرُ الفرقِ خسارةً للمُبارياتِ في البُطولة برصيدِ 15 هزيمة.
- وصل الأهلي لنصفِ النِّهائي ست مرَّاتٍ في تاريخِ البُطولة، حقق في أربعٍ منها المركز الثالث (2006 و2020 و2021 و2023)، وفي نُسختَي 2012 و2022 احتلَّ المركزَ الرَّابع.
- وائل جمعة ومحمد أبو تريكة وحسام عاشور ورامي ربيعة هم الأكثر مُشاركةً في كأس العالم للأندية مع الأهلي، حيث شارك كُلٌّ منهما في خمسِ نُسخ.
- محمد أبو تريكة وعماد متعب وفلافيو أمادو وحسين الشَّحَّات وأحمد عبد القادر وعلي معلول هم الوحيدون الذين سَجَّلُوا في أكثرِ من نُسخةٍ في البُطولة، حيث سَجَّلَ أبو تريكة في نُسخِ 2006 و2012، وسَجَّلَ متعب في نُسخِ 2005 و2013، وسَجَّلَ فلافيو في نُسخِ 2006 و2008، أمَّا الشَّحَّات فقد سَجَّلَ في نُسخِ 2020 و2022، وعبد القادر في نُسخِ 2021 و2022، ومعلول في نُسخِ 2022 و2023.
- حسين الشَّحَّات هو اللَّاعبُ الوحيد في تاريخِ الأهلي الذي شارك وسَجَّلَ في بُطولةِ كأس العالم للأندية مرَّتين مع فريقين مُختلفين، حيث شارك من قبل مع العين الإماراتي في نُسخة 2018.
- لَعب الأهلي مُباراةً واحدةً في البُطولة امتدَّ فيها وقتُ المُباراةِ لشَوطين إضافيِّين، وكانت ضد نادي باتشوكا المكسيكي الذي فاز بالمُباراة.
- لَعب الأهلي مُباراةً واحدةً في البُطولة امتدَّ فيها وقتُ المُباراةِ لركلاتِ التَّرجيح، وكانت ضد نادي بالميراس البرازيلي وفاز بها الأهلي 3–2 بعد انتهاءِ وقتِ المُباراة الأصلي بالتَّعادُلِ دون أهداف.
- أكبر عدد من الأهداف سَجَّلَها الأهلي في نُسخةٍ واحدةٍ كانت سبعةَ أهدافٍ في نُسخةِ 2022 و2023.
- أكبر عدد للأهداف استقبلها الأهلي في نُسخةٍ واحدةٍ كانت ثمانيةَ أهدافٍ في نُسخةِ 2022.
- نُسخة 2022 هي أكثر نُسخة سَجَّلَ فيها لاعبون مُختلفون للأهلي، حيث سَجَّلَ فيها 6 لاعبون وهم حسين الشَّحَّات ومحمد شريف وأحمد عبد القادر وبيرسي تاو وأفشة وعلي معلول.
- سَجَّلَ لاعبو الأهلي 3 ثُناثيَّات في مُباراةٍ واحدةٍ كأس العالم للأندية، الأولى كانت لمحمد أبو تريكة في مُباراةِ تحديدِ المركزِ الثَّالثِ عام 2006 أمام نادي أمريكا المكسيكي، والثَّانية كانت لياسر إبراهيم في مُباراةِ تحديدِ المركزِ الثَّالثِ عام 2021 أمام الهلال السَّعودي، والثَّالثة كانت لأحمد عبد القادر أمام فلامنغو البرازيلي في مُباراة تحديد المركزِ الثَّالث عام 2022.
- سَجَّلَ للأهلي 3 لاعبون مُدافعون فقط، وهم محمد هاني وياسر إبراهيم وعلي معلول.
- خرج الأهلي في سبعِ مُبارياتٍ بشباكٍ نظيفةٍ بواقعِ مُباراةٍ واحدةٍ لعصام الحضري و4 مُباريات لمحمد الشِّنَّاوي ومُباراتين لعلي لطفي.

### إحصائيات المباريات
- أوَّل مُباراة: الأهلي  0–1  اتحاد جدَّة (بُطولة العالم للأندية 2005).[1][42]
- أوَّل فوز: الأهلي  2–0  أوكلاند سيتي (كأس العالم للأندية 2006).[5]
- أوَّل تعادُل: الأهلي  0 (3)–(2) 0  بالميراس (كأس العالم للأندية 2020).[24]
- أكبر فوز: الأهلي  4–0  الهلال (كأس العالم للأندية 2021).
- أكبر هزيمة: الأهلي  1–5  مونتيرِّي (كأس العالم للأندية 2013).[19]
- آخر فوز: الأهلي  4–2  أوراوا رد دايموندز (كأس العالم للأندية 2023).
- آخر هزيمة: الأهلي  0–2  بالميراس (كأس العالم للأندية 2025).

### مسجلو الأهداف

محمد أبو تريكة هو الهدَّاف التَّاريخي للأهلي في كأس العالم للأندية بتسجيلِه لأربعةِ أهداف.

#### وفقًا للبطولات
- ملحوظة: الخطُّ الغليظ يدلُّ على أنَّ اللَّاعبَ هو هدَّافُ البُطولة.

| العام   | مُسجلي الأهداف                                                                                 | عدد الأهداف |
| ------- | --------------------------------------------------------------------------------------------- | ----------- |
| 2005    | عماد متعب (1)                                                                                 | 1           |
| 2006    | محمد أبو تريكة (3)، فلافيو أمادو (2)                                                          | 5           |
| 2008    | هدف ذاتي (1)، فلافيو أمادو (1)                                                                | 2           |
| 2012    | السَّيِّد حمدي (1)، محمد أبو تريكة (1)                                                            | 2           |
| 2013    | عماد متعب (1)                                                                                 | 1           |
| 2020    | حسين الشَّحَّات (1)                                                                               | 1           |
| 2021    | ياسر إبراهيم (2)، محمد هاني (1)، أحمد عبد القادر (1)، عمرو السُّوليَّة (1)                        | 5           |
| 2022    | أحمد عبد القادر (2)، حسين الشَّحَّات (1)، محمد شريف (1)، بيرسي تاو (1)، أفشة (1)، علي معلول (1)   | 7           |
| 2023    | علي معلول (2)، حسين الشَّحَّات (1)، إمام عاشور (1)، ياسر إبارهيم (1)، بيرسي تاو (1)، هدف ذاتي (1) | 7           |
| المجموع | المجموع                                                                                       | 31          |

#### وفقًا للاعبين

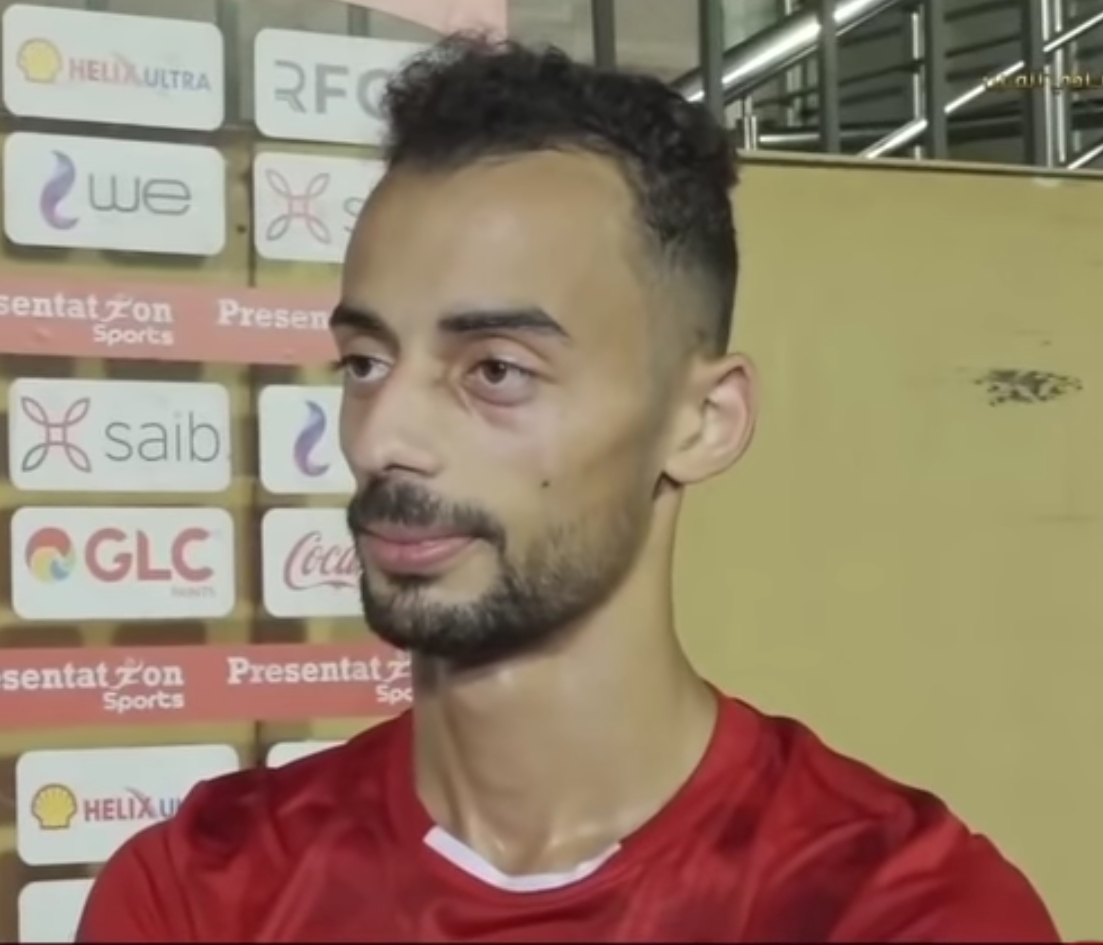
أحمد عبد القادر ثاني هدافي الأهلي في البُطولة بالتَّساوي مع فلافيو أمادو برصيدِ ثلاثةِ أهدافٍ.

| اللاعب          | الأهداف |
| --------------- | ------- |
| محمد أبو تريكة  | 4       |
| فلافيو أمادو    | 3       |
| أحمد عبد القادر | 3       |
| ياسر إبراهيم    | 3       |
| حسين الشَّحَّات     | 3       |
| علي معلول       | 3       |
| عماد متعب       | 2       |
| بيرسي تاو       | 2       |
| السَّيِّد حمدي      | 1       |
| محمد هاني       | 1       |
| عمرو السُّوليَّة    | 1       |
| محمد شريف       | 1       |
| أفشة            | 1       |
| هدف ذاتي        | 2       |

## قوائم اللاعبين

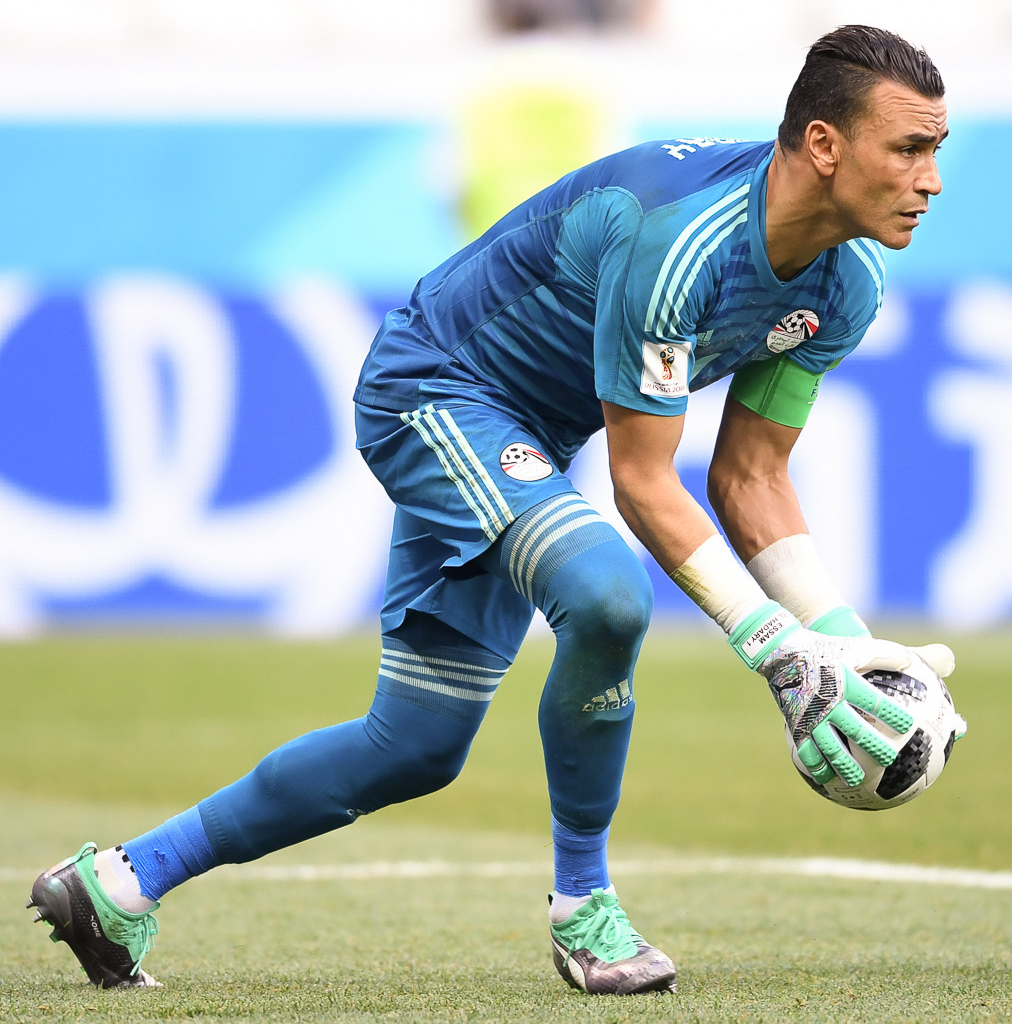
شارك عصام الحضري في نُسختي 2005 و2006.

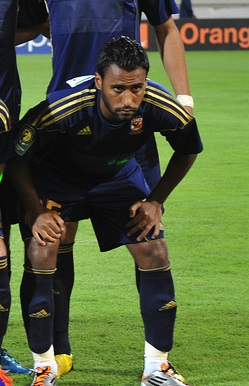
شارك حسام عاشور في نُسخِ 2005 و2006 و2008 و2012 و2013.

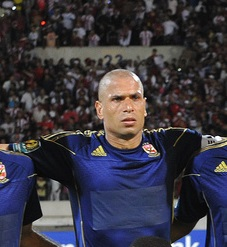
شارك وائل جمعة في نُسخِ 2005 و2006 و2008 و2012 و2013.

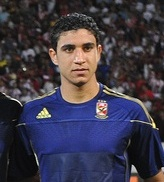
شارك رامي ربيعة في نُسخِ 2012 و2013 و2021 و2022 و2023.

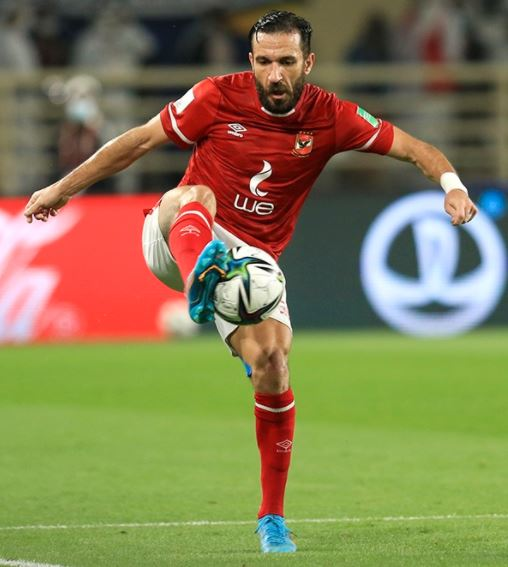
شارك علي معلول في نُسخ 2020 و2021 و2022 و2023.

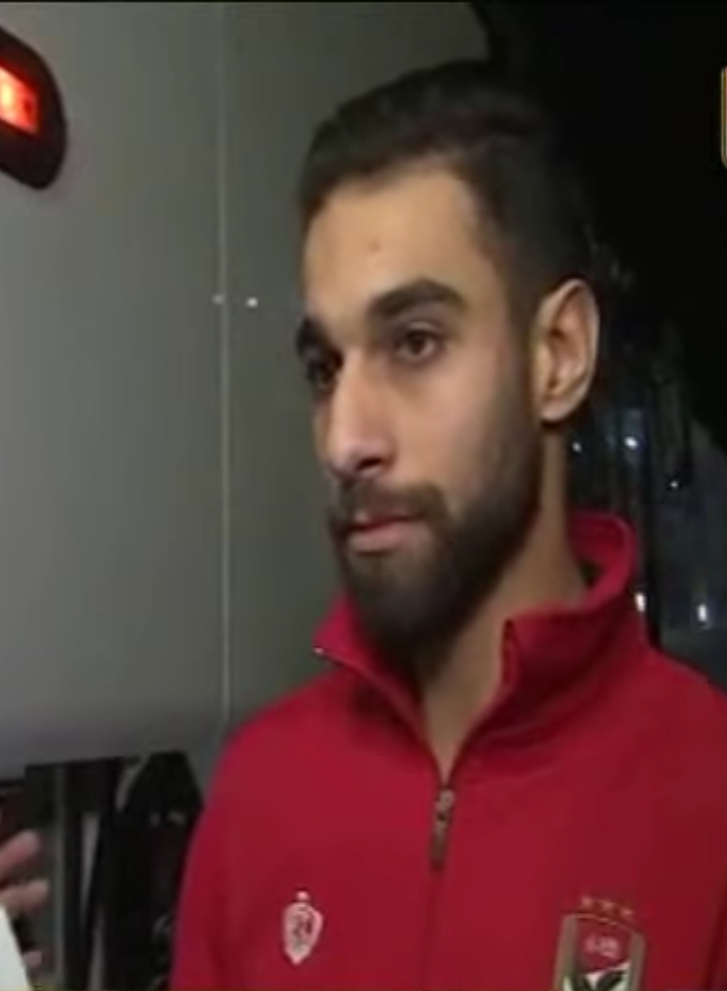
شارك عمرو السُّوليَّة في نُسخ 2020 و2021 و2022 و2023.

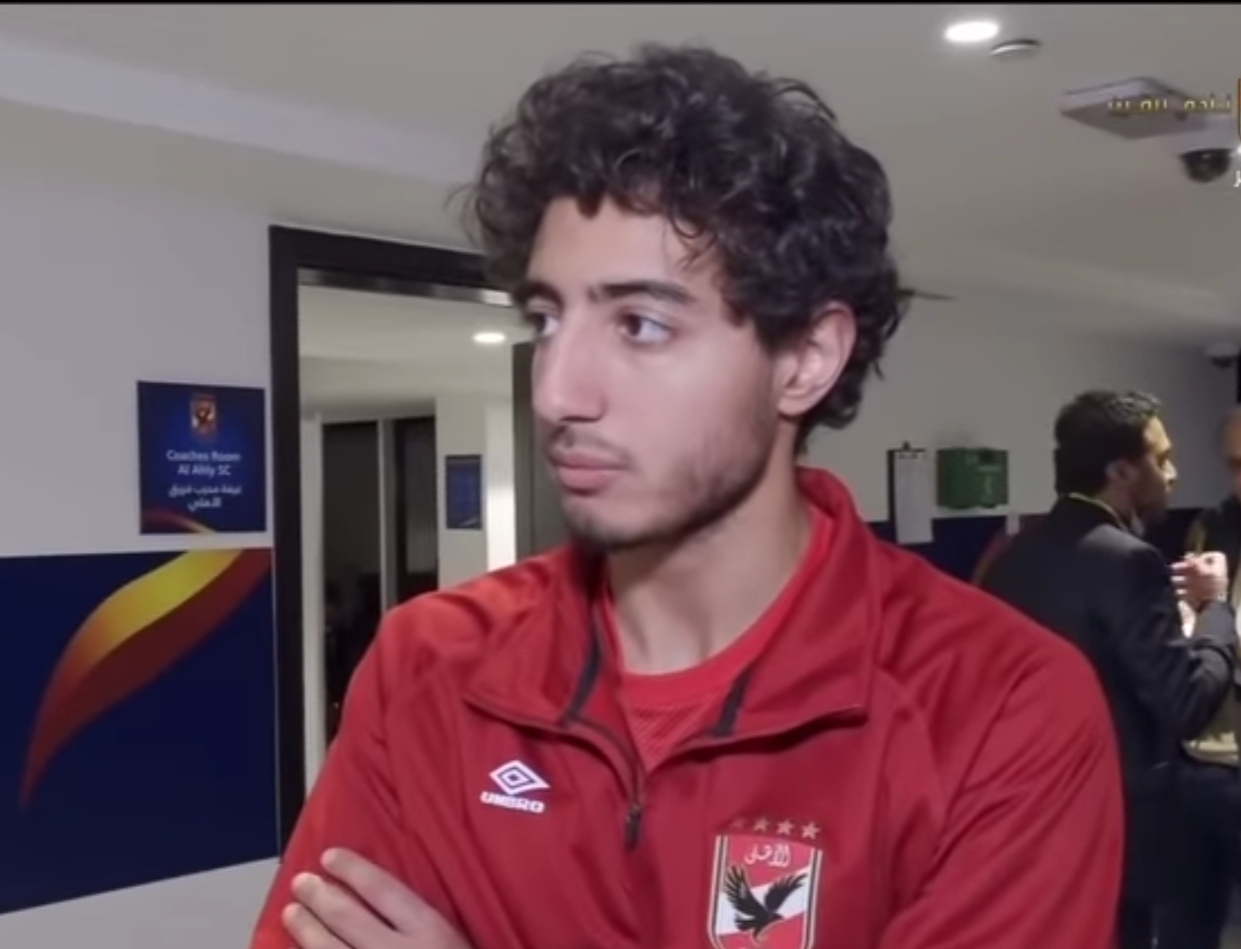
شارك محمد هاني في نُسخ 2020 و2021 و2022 و2023.

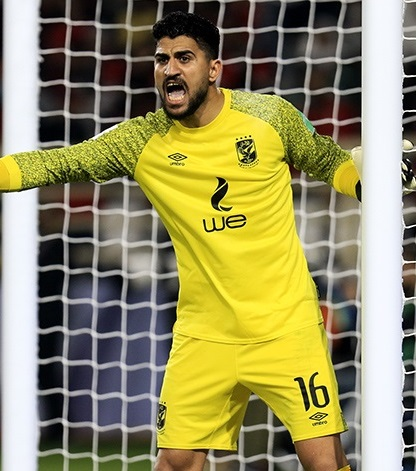
شارك علي لطفي في نُسخ 2020 و2021 و2022.

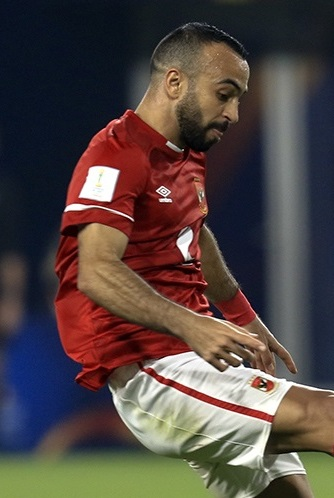
شارك محمد مجدي قفشه في نُسخ 2020 و2021 و2022 و2023.

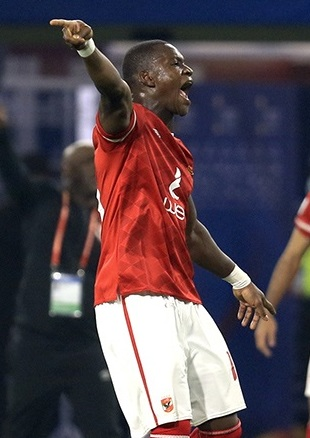
شارك أليو ديانغ في نُسخ 2020 و2021 و2022 و2023.

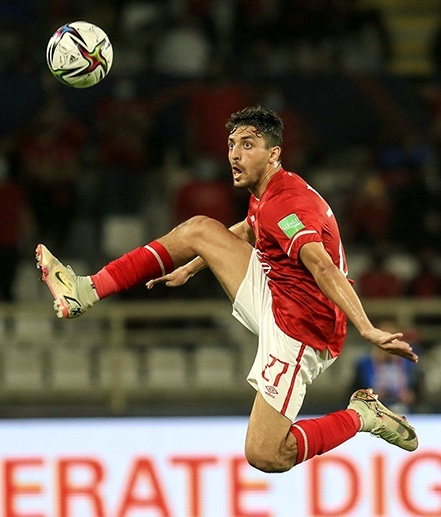
شارك طاهر محمد طاهر في نُسخ 2020 و2021 و2022 و2023.

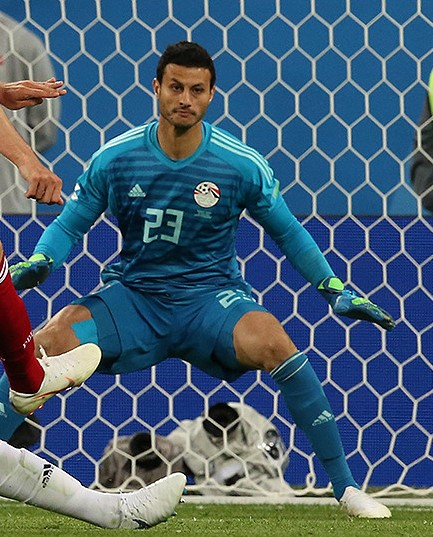
شارك محمَّد الشِّنَّاوي في نُسخِ 2020 و2022 و2023.

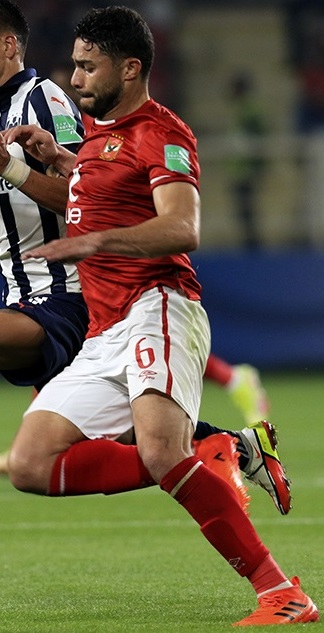
شارك ياسر إبراهيم في نُسخِ 2020 و2021 و2022 و2023.

### 2005
ملاحظة: تشير الأعلام إلى المنتخب الوطني على النحو المحدد في قواعد الأهلية للفيفا. قد يحمل اللاعبون أكثر من جنسية واحدة غير تابعة للفيفا.
| الرقم | البلد  | المركز | اللاعب            |
| ----- | ------ | ------ | ----------------- |
| 1     | مصر    | حارس   | عصام الحضري       |
| 2     | مصر    | مدافع  | إسلام الشَّاطر      |
| 3     | مصر    | مدافع  | محمد عبد الوهَّاب   |
| 4     | مصر    | مدافع  | عماد النَّحَّاس       |
| 5     | مصر    | مدافع  | أحمد السَّيِّد        |
| 6     | مصر    | مدافع  | وائل جمعة         |
| 7     | مصر    | مدافع  | شادي محمد         |
| 8     | مصر    | وسط    | محمد بركات        |
| 9     | مصر    | مهاجم  | عماد متعب         |
| 10    | مصر    | وسط    | وائل رياض         |
| 11    | أنغولا | مهاجم  | فلافيو أمادو      |
| 12    | أنغولا | وسط    | سيباستياو جيلبرتو |

| الرقم | البلد | المركز | اللاعب          |
| ----- | ----- | ------ | --------------- |
| 13    | مصر   | حارس   | أمير عبد الحميد |
| 14    | مصر   | وسط    | حسن مصطفى       |
| 15    | مصر   | مدافع  | أحمد أبو مسلم   |
| 16    | مصر   | مدافع  | رامي عادل       |
| 17    | مصر   | وسط    | محمد شوقي       |
| 18    | مصر   | مهاجم  | أسامة حسني      |
| 19    | مصر   | وسط    | حسام عاشور      |
| 20    | مصر   | مدافع  | هادي خشبة       |
| 21    | مصر   | وسط    | محمد عبد الله   |
| 22    | مصر   | وسط    | محمد أبو تريكة  |
| 23    | مصر   | حارس   | نادر السَّيِّد      |

- المُدرِّب:  مانويل جوزيه.[47]

### 2006
ملاحظة: تشير الأعلام إلى المنتخب الوطني على النحو المحدد في قواعد الأهلية للفيفا. قد يحمل اللاعبون أكثر من جنسية واحدة غير تابعة للفيفا.
| الرقم | البلد | المركز | اللاعب          |
| ----- | ----- | ------ | --------------- |
| 1     | مصر   | حارس   | عصام الحضري     |
| 2     | مصر   | مدافع  | إسلام الشَّاطر    |
| 3     | مصر   | وسط    | طارق السَّعيد     |
| 4     | مصر   | مدافع  | عماد النَّحَّاس     |
| 5     | مصر   | مدافع  | أحمد السَّيِّد      |
| 6     | مصر   | مدافع  | وائل جمعة       |
| 7     | مصر   | مدافع  | شادي محمد       |
| 8     | مصر   | وسط    | أحمد صدِّيق       |
| 9     | مصر   | مهاجم  | عماد متعب       |
| 10    | مصر   | وسط    | وائل رياض       |
| 11    | مصر   | وسط    | محمد عبد الله   |
| 12    | مصر   | مدافع  | أحمد شديد قناوي |

| الرقم | البلد  | المركز | اللاعب          |
| ----- | ------ | ------ | --------------- |
| 13    | مصر    | وسط    | حسام عاشور      |
| 14    | مصر    | وسط    | حسن مصطفى       |
| 15    | مصر    | مدافع  | عبد الإله جلال  |
| 16    | غانا   | وسط    | أكوتي منساه     |
| 17    | مصر    | وسط    | محمد شوقي       |
| 18    | مصر    | مهاجم  | أسامة حسني      |
| 19    | مصر    | حارس   | أمير عبد الحميد |
| 20    | مصر    | مدافع  | محمد صديق       |
| 21    | مصر    | حارس   | نادر السَّيِّد      |
| 22    | مصر    | وسط    | محمد أبو تريكة  |
| 23    | أنغولا | مهاجم  | فلافيو أمادو    |

- المُدرِّب:  مانويل جوزيه.[en 28]

### 2008
ملاحظة: تشير الأعلام إلى المنتخب الوطني على النحو المحدد في قواعد الأهلية للفيفا. قد يحمل اللاعبون أكثر من جنسية واحدة غير تابعة للفيفا.
| الرقم | البلد       | المركز | اللاعب            |
| ----- | ----------- | ------ | ----------------- |
| 1     | مصر         | حارس   | أمير عبد الحميد   |
| 2     | دولة فلسطين | حارس   | رمزي صالح         |
| 5     | مصر         | مدافع  | أحمد السَّيِّد        |
| 6     | مصر         | مدافع  | أحمد صدِّيق         |
| 7     | مصر         | مدافع  | شادي محمد         |
| 8     | مصر         | وسط    | محمد بركات        |
| 10    | مصر         | مهاجم  | أحمد بلال         |
| 11    | مصر         | مدافع  | سيِّد معوَّض          |
| 12    | أنغولا      | وسط    | سيباستياو جيلبرتو |
| 13    | مصر         | وسط    | حسين ياسر         |
| 15    | مصر         | مهاجم  | هاني العجيزي      |
| 17    | مصر         | وسط    | أحمد حسن          |

| الرقم | البلد | المركز | اللاعب               |
| ----- | ----- | ------ | -------------------- |
| 18    | مصر   | مهاجم  | أسامة حسني           |
| 19    | مصر   | وسط    | حسين علي             |
| 21    | مصر   | مدافع  | رامي عادل            |
| 22    | مصر   | وسط    | محمد أبو تريكة       |
| 23    | مصر   | مهاجم  | فلافيو أمادو         |
| 24    | مصر   | وسط    | أحمد فتحي            |
| 25    | مصر   | وسط    | حسام عاشور           |
| 26    | مصر   | مدافع  | وائل جمعة            |
| 27    | مصر   | وسط    | المعتز بالله إينو    |
| 31    | مصر   | حارس   | أحمد عادل عبد المنعم |
| 32    | مصر   | مدافع  | محمد سمير            |

- المُدرِّب:  مانويل جوزيه.[en 29]

### 2012
ملاحظة: تشير الأعلام إلى المنتخب الوطني على النحو المحدد في قواعد الأهلية للفيفا. قد يحمل اللاعبون أكثر من جنسية واحدة غير تابعة للفيفا.
| الرقم | البلد | المركز | اللاعب          |
| ----- | ----- | ------ | --------------- |
| 1     | مصر   | حارس   | شريف إكرامي     |
| 2     | مصر   | مدافع  | سعد سمير        |
| 3     | مصر   | مدافع  | رامي ربيعة      |
| 4     | مصر   | مدافع  | شريف عبد الفضيل |
| 5     | مصر   | وسط    | شهاب الدِّين أحمد |
| 6     | مصر   | مدافع  | وائل جمعة       |
| 8     | مصر   | وسط    | محمد بركات      |
| 9     | مصر   | مهاجم  | عماد متعب       |
| 11    | مصر   | مهاجم  | وليد سليمان     |
| 12    | مصر   | مدافع  | أحمد شديد قناوي |
| 13    | مصر   | حارس   | أحمد عبد المنعم |
| 14    | مصر   | وسط    | حسام غالي       |

| الرقم | البلد     | المركز | اللاعب           |
| ----- | --------- | ------ | ---------------- |
| 15    | مصر       | مهاجم  | محمد ناجي جدو    |
| 16    | مصر       | حارس   | محمود أبو السُّعود |
| 17    | مصر       | وسط    | سيِّد معوَّض         |
| 18    | مصر       | مهاجم  | السَّيِّد حمدي       |
| 19    | مصر       | مهاجم  | عبد الله السَّعيد  |
| 22    | مصر       | مهاجم  | محمد أبو تريكة   |
| 23    | مصر       | مدافع  | محمد نجيب        |
| 24    | مصر       | وسط    | أحمد فتحي        |
| 25    | مصر       | وسط    | حسام عاشور       |
| 26    | موريتانيا | مهاجم  | دومينيك دا سيلفا |
| 27    | مصر       | وسط    | محمود تريزيجيه   |

- المُدرِّب:  حسام البدري.[en 30]

### 2013
ملاحظة: تشير الأعلام إلى المنتخب الوطني على النحو المحدد في قواعد الأهلية للفيفا. قد يحمل اللاعبون أكثر من جنسية واحدة غير تابعة للفيفا.
| الرقم | البلد | المركز | اللاعب               |
| ----- | ----- | ------ | -------------------- |
| 1     | مصر   | حارس   | شريف إكرامي          |
| 2     | مصر   | وسط    | صبري رحيل            |
| 3     | مصر   | مدافع  | رامي ربيعة           |
| 4     | مصر   | مدافع  | شريف عبد الفضيل      |
| 6     | مصر   | مدافع  | وائل جمعة            |
| 7     | مصر   | وسط    | أحمد نبيل مانجا      |
| 8     | مصر   | وسط    | شهاب الدِّين أحمد      |
| 9     | مصر   | مهاجم  | عماد متعب            |
| 10    | مصر   | وسط    | أحمد شكري            |
| 11    | مصر   | وسط    | وليد سليمان          |
| 12    | مصر   | وسط    | أحمد شديد قناوي      |
| 13    | مصر   | حارس   | أحمد عادل عبد المنعم |

| الرقم | البلد     | المركز | اللاعب           |
| ----- | --------- | ------ | ---------------- |
| 16    | مصر       | حارس   | محمود أبو السُّعود |
| 17    | مصر       | مهاجم  | عمرو جمال        |
| 18    | مصر       | مهاجم  | السَّيِّد حمدي       |
| 19    | مصر       | وسط    | عبد الله السَّعيد  |
| 20    | مصر       | مدافع  | سعد سمير         |
| 22    | مصر       | وسط    | محمد أبو تريكة   |
| 23    | مصر       | مدافع  | محمد نجيب        |
| 24    | مصر       | وسط    | أحمد فتحي        |
| 25    | مصر       | وسط    | حسام عاشور       |
| 26    | موريتانيا | مهاجم  | دومينيك دا سيلفا |
| 27    | مصر       | وسط    | محمود تريزيجيه   |

- المُدرِّب:  محمد يوسف.[en 31]

### 2020
| الرقم | البلد  | المركز | اللاعب            |
| ----- | ------ | ------ | ----------------- |
| 1     | مصر    | حارس   | محمد الشِّنَّاوي      |
| 3     | مصر    | مدافع  | أحمد رمضان بيكهام |
| 6     | مصر    | مدافع  | ياسر إبراهيم      |
| 7     | مصر    | مهاجم  | محمود كهربا       |
| 8     | مصر    | وسط    | حمدي فتحي         |
| 9     | مصر    | مهاجم  | مروان محسن        |
| 10    | مصر    | مهاجم  | محمد شريف         |
| 12    | مصر    | مدافع  | أيمن أشرف         |
| 13    | المغرب | مدافع  | بدر بانون         |
| 14    | مصر    | وسط    | حسين الشَّحَّات       |
| 15    | مالي   | وسط    | أليو ديانغ        |
| 16    | مصر    | حارس   | علي لطفي          |

| الرقم | البلد                       | المركز | اللاعب         |
| ----- | --------------------------- | ------ | -------------- |
| 17    | مصر                         | وسط    | عمرو السُّوليَّة   |
| 18    | مصر                         | مهاجم  | صلاح محسن      |
| 19    | مصر                         | وسط    | محمد مجدي أفشة |
| 20    | مصر                         | مدافع  | سعد سمير       |
| 21    | تونس                        | مدافع  | علي معلول      |
| 25    | مصر                         | وسط    | أكرم توفيق     |
| 26    | جمهورية الكونغو الديمقراطية | مهاجم  | والتر بواليا   |
| 27    | مصر                         | مهاجم  | طاهر محمد طاهر |
| 28    | نيجيريا                     | مهاجم  | جونيور أجاي    |
| 30    | مصر                         | مدافع  | محمد هاني      |
| 31    | مصر                         | حارس   | مصطفى شوبير    |

- المُدرِّب:  بيتسو موسيماني.[en 32]

### 2021
| الرقم | البلد | المركز | اللاعب         |
| ----- | ----- | ------ | -------------- |
| 5     | مصر   | مدافع  | رامي ربيعة     |
| 6     | مصر   | مدافع  | ياسر إبراهيم   |
| 8     | مصر   | وسط    | حمدي فتحي      |
| 10    | مصر   | مهاجم  | محمد شريف      |
| 11    | مصر   | وسط    | وليد سليمان    |
| 12    | مصر   | مدافع  | أيمن أشرف      |
| 14    | مصر   | وسط    | حسين الشَّحَّات    |
| 15    | مالي  | وسط    | أليو ديانغ     |
| 16    | مصر   | حارس   | علي لطفي       |
| 17    | مصر   | وسط    | عمرو السُّوليَّة   |
| 19    | مصر   | وسط    | محمد مجدي أفشة |
| 20    | مصر   | مدافع  | محمود وحيد     |

| الرقم | البلد   | المركز | اللاعب          |
| ----- | ------- | ------ | --------------- |
| 21    | تونس    | مدافع  | علي معلول       |
| 24    | مصر     | مدافع  | محمد عبد المنعم |
| 27    | مصر     | مدافع  | طاهر محمد طاهر  |
| 28    | مصر     | مدافع  | كريم فؤاد       |
| 29    | موزمبيق | وسط    | لويس ميكيسوني   |
| 30    | مصر     | مدافع  | محمد هاني       |
| 31    | مصر     | حارس   | مصطفى شوبير     |
| 33    | مصر     | حارس   | حمزة علاء       |
| 35    | مصر     | وسط    | أحمد عبد القادر |
| 45    | مصر     | وسط    | زياد طارق       |
| 66    | مصر     | مدافع  | محمد مغرَبي      |

- المُدرِّب:  بيتسو موسيماني.[48]

### 2022
| الرقم | البلد | المركز | اللاعب          |
| ----- | ----- | ------ | --------------- |
| 1     | مصر   | حارس   | محمد الشِّنَّاوي    |
| 2     | مصر   | مدافع  | خالد عبد الفتَّاح |
| 4     | مصر   | مدافع  | محمود متولِّي     |
| 5     | مصر   | مدافع  | رامي ربيعة      |
| 6     | مصر   | مدافع  | ياسر إبراهيم    |
| 7     | مصر   | وسط    | محمود كهربا     |
| 8     | مصر   | وسط    | حمدي فتحي       |
| 9     | مصر   | وسط    | أحمد عبد القادر |
| 10    | مصر   | مهاجم  | محمد شريف       |
| 13    | مصر   | وسط    | مروان عطيَّة      |
| 14    | مصر   | وسط    | حسين الشَّحَّات     |
| 15    | مالي  | وسط    | أليو ديانغ      |

| الرقم | البلد        | المركز | اللاعب          |
| ----- | ------------ | ------ | --------------- |
| 16    | مصر          | حارس   | علي لطفي        |
| 17    | مصر          | وسط    | عمرو السُّوليَّة    |
| 19    | مصر          | وسط    | محمد مجدي أفشة  |
| 21    | تونس         | مدافع  | علي معلول       |
| 23    | جنوب إفريقيا | مهاجم  | بيرسي تاو       |
| 24    | مصر          | مدافع  | محمد عبد المنعم |
| 27    | مصر          | مهاجم  | طاهر محمد طاهر  |
| 30    | مصر          | مدافع  | محمد هاني       |
| 33    | مصر          | حارس   | حمزة علاء       |
| 34    | مصر          | وسط    | محمد فخري       |
| 40    | مصر          | مدافع  | محمد أشرف بكري  |

- المدرب:  مارسيل كولر.[en 33]

### 2023
| الرقم | البلد        | المركز | اللاعب          |
| ----- | ------------ | ------ | --------------- |
| 1     | مصر          | حارس   | محمد الشِّنَّاوي    |
| 2     | مصر          | مدافع  | خالد عبد الفتَّاح |
| 5     | مصر          | مدافع  | رامي ربيعة      |
| 6     | مصر          | مدافع  | ياسر إبراهيم    |
| 7     | مصر          | مهاجم  | محمود كهربا     |
| 8     | مصر          | مدافع  | أكرم توفيق      |
| 10    | جنوب إفريقيا | مهاجم  | بيرسي تاو       |
| 13    | مصر          | وسط    | مروان عطيَّة      |
| 14    | مصر          | وسط    | حسين الشَّحَّات     |
| 15    | مالي         | وسط    | أليو ديانغ      |
| 16    | مصر          | حارس   | حمزة علاء       |
| 17    | مصر          | وسط    | عمرو السُّوليَّة    |

| الرقم | البلد | المركز | اللاعب          |
| ----- | ----- | ------ | --------------- |
| 19    | مصر   | وسط    | محمد مجدي أفشة  |
| 21    | تونس  | مدافع  | علي معلول       |
| 22    | مصر   | وسط    | إمام عاشور      |
| 24    | مصر   | مدافع  | محمد عبد المنعم |
| 27    | فرنسا | مهاجم  | أنتوني موديست   |
| 28    | مصر   | مدافع  | كريم فؤاد       |
| 29    | مصر   | مهاجم  | طاهر محمد طاهر  |
| 30    | مصر   | مدافع  | محمد هاني       |
| 31    | مصر   | حارس   | مصطفى شوبير     |
| 33    | مصر   | مدافع  | كريم الدِّبِّيس     |
| 36    | مصر   | وسط    | أحمد نبيل كوكا  |

- المدرب:  مارسيل كولر.[en 34]

## ملخص المباريات

### وفقًا للعام
| م       | العام   | مُباريات | فوز | تعادُل | هزيمة | له | عليه | الفارق |
| ------- | ------- | ------- | --- | ----- | ----- | -- | ---- | ------ |
| 1       | 2005    | 2       | 0   | 0     | 2     | 1  | 3    | -2     |
| 2       | 2006    | 3       | 2   | 0     | 1     | 5  | 3    | +2     |
| 3       | 2008    | 2       | 0   | 0     | 2     | 2  | 5    | -3     |
| 4       | 2012    | 3       | 1   | 0     | 2     | 2  | 4    | -2     |
| 5       | 2013    | 2       | 0   | 0     | 2     | 1  | 7    | -6     |
| 6       | 2020    | 3       | 1   | 1     | 1     | 1  | 2    | -1     |
| 7       | 2021    | 3       | 2   | 0     | 1     | 5  | 2    | +3     |
| 8       | 2022    | 4       | 2   | 0     | 2     | 7  | 8    | -1     |
|         |         |         |     |       |       |    |      |        |
| 9       | 2023    | 3       | 2   | 0     | 1     | 7  | 5    | +2     |
|         |         |         |     |       |       |    |      |        |
| المجموع | المجموع | 28      | 10  | 3     | 15    | 35 | 45   | -10    |
|         |         |         |     |       |       |    |      |        |

### وفقًا للخصوم
اعتبارًا من 4 ديسمبر 2024.
المفاتيح:
- حصيلة إيجابيَّة   حصيلة سلبيَّة

| النَّادي             | مُباريات | فوز | تعادُل | هزيمة | له | عليه | الفارق | الاتحاد القاري |
| ------------------ | ------- | --- | ----- | ----- | -- | ---- | ------ | -------------- |
| مونتيري            | 3       | 1   | 0     | 2     | 2  | 7    | -5     | كونكاكاف       |
| بالميراس           | 2       | 0   | 1     | 1     | 0  | 2    | -2     | كونميبول       |
| أوكلاند سيتي       | 2       | 2   | 0     | 0     | 5  | 0    | +5     | أو إف سي       |
| اتحاد جدَّة          | 2       | 1   | 0     | 1     | 3  | 2    | +1     | إيه إف سي      |
| سيدني إف سي        | 1       | 0   | 0     | 1     | 1  | 2    | -1     | أو إف سي       |
| إنترناسيونال       | 1       | 0   | 0     | 1     | 1  | 2    | -1     | كونميبول       |
| أمريكا             | 1       | 1   | 0     | 0     | 2  | 1    | +1     | كونكاكاف       |
| باتشوكا            | 1       | 0   | 0     | 1     | 2  | 4    | -2     | كونكاكاف       |
| أديلايد يونايتد    | 1       | 0   | 0     | 1     | 0  | 1    | -1     | إيه إف سي      |
| سانفريس هيروشيما   | 1       | 1   | 0     | 0     | 2  | 1    | +1     | إيه إف سي      |
| كورينثيانز         | 1       | 0   | 0     | 1     | 0  | 1    | -1     | كونميبول       |
| غوانغزهو إفرغراند  | 1       | 0   | 0     | 1     | 0  | 2    | -2     | إيه إف سي      |
| الدحيل             | 1       | 1   | 0     | 0     | 1  | 0    | +1     | إيه إف سي      |
| بايرن ميونخ        | 1       | 0   | 0     | 1     | 0  | 2    | -2     | يويفا          |
| الهلال             | 1       | 1   | 0     | 0     | 4  | 0    | +4     | إيه إف سي      |
| سياتل ساوندرز      | 1       | 1   | 0     | 0     | 1  | 0    | +1     | كونكاكاف       |
| ريال مدريد         | 1       | 0   | 0     | 1     | 1  | 4    | -3     | يويفا          |
| فلامنغو            | 1       | 0   | 0     | 1     | 2  | 4    | -2     | كونميبول       |
| فلومينينسي         | 1       | 0   | 0     | 1     | 0  | 2    | -2     | كونميبول       |
| أوراوا رد دايموندز | 1       | 1   | 0     | 0     | 4  | 2    | +2     | إيه إف سي      |

### وفقًا للبلد
| البلد            | مُباريات | فوز | تعادُل | هزيمة | له | عليه | الفارق | الاتحاد القاري     |
| ---------------- | ------- | --- | ----- | ----- | -- | ---- | ------ | ------------------ |
| البرازيل         | 6       | 0   | 1     | 5     | 3  | 11   | -8     | كونميبول           |
| المكسيك          | 5       | 2   | 0     | 3     | 6  | 12   | -6     | كونكاكاف           |
| السعودية         | 3       | 2   | 0     | 1     | 7  | 2    | +5     | إيه إف سي          |
| أستراليا         | 2       | 0   | 0     | 2     | 1  | 3    | -2     | أو إف سي/إيه إف سي |
| نيوزيلندا        | 2       | 2   | 0     | 0     | 5  | 0    | +5     | أو إف سي           |
| اليابان          | 2       | 2   | 0     | 0     | 6  | 3    | +3     | إيه إف سي          |
| الصين            | 1       | 0   | 0     | 1     | 0  | 2    | -2     | إيه إف سي          |
| قطر              | 1       | 1   | 0     | 0     | 1  | 0    | +1     | إيه إف سي          |
| ألمانيا          | 1       | 0   | 0     | 1     | 0  | 2    | -2     | يويفا              |
| الولايات المتحدة | 1       | 1   | 0     | 0     | 1  | 0    | +1     | كونكاكاف           |
| إسبانيا          | 1       | 0   | 0     | 1     | 1  | 4    | -3     | يويفا              |

### وفقًا للاتحاد القاري
| الاتحاد القاري             | مُباريات | فوز | تعادُل | هزيمة | له | عليه | الفارق |
| -------------------------- | ------- | --- | ----- | ----- | -- | ---- | ------ |
| إيه إف سي (آسيا)           | 8       | 5   | 0     | 3     | 14 | 8    | +6     |
| كونكاكاف (أمريكا الشمالية) | 6       | 3   | 0     | 3     | 7  | 12   | -5     |
| كونميبول (أمريكا الجنوبية) | 6       | 0   | 1     | 5     | 3  | 11   | -8     |
| أو إف سي (أوقيانوسيا)      | 2       | 1   | 0     | 1     | 6  | 2    | +4     |
| يويفا (أوروبا)             | 2       | 0   | 0     | 2     | 1  | 6    | -5     |

## روابط خارجية
- كم عدد مشاركات الأهلي في كأس العالم للأندية؟
- ما هو تاريخ مشاركات الأهلي في كأس العالم للأندية؟